# Simca 1000 Rallye
 (août 2010).
Si vous disposez d'ouvrages ou d'articles de référence ou si vous connaissez des sites web de qualité traitant du thème abordé ici, merci de compléter l'article en donnant les références utiles à sa vérifiabilité et en les liant à la section « Notes et références ».
La Simca 1000 Rallye est un modèle d'automobile de compétition du constructeur français Simca, dérivée de la Simca 1000. Elle a été déclinée en quatre versions : Rallye, Rallye 1, Rallye 2 et Rallye 3.

## Caractéristiques

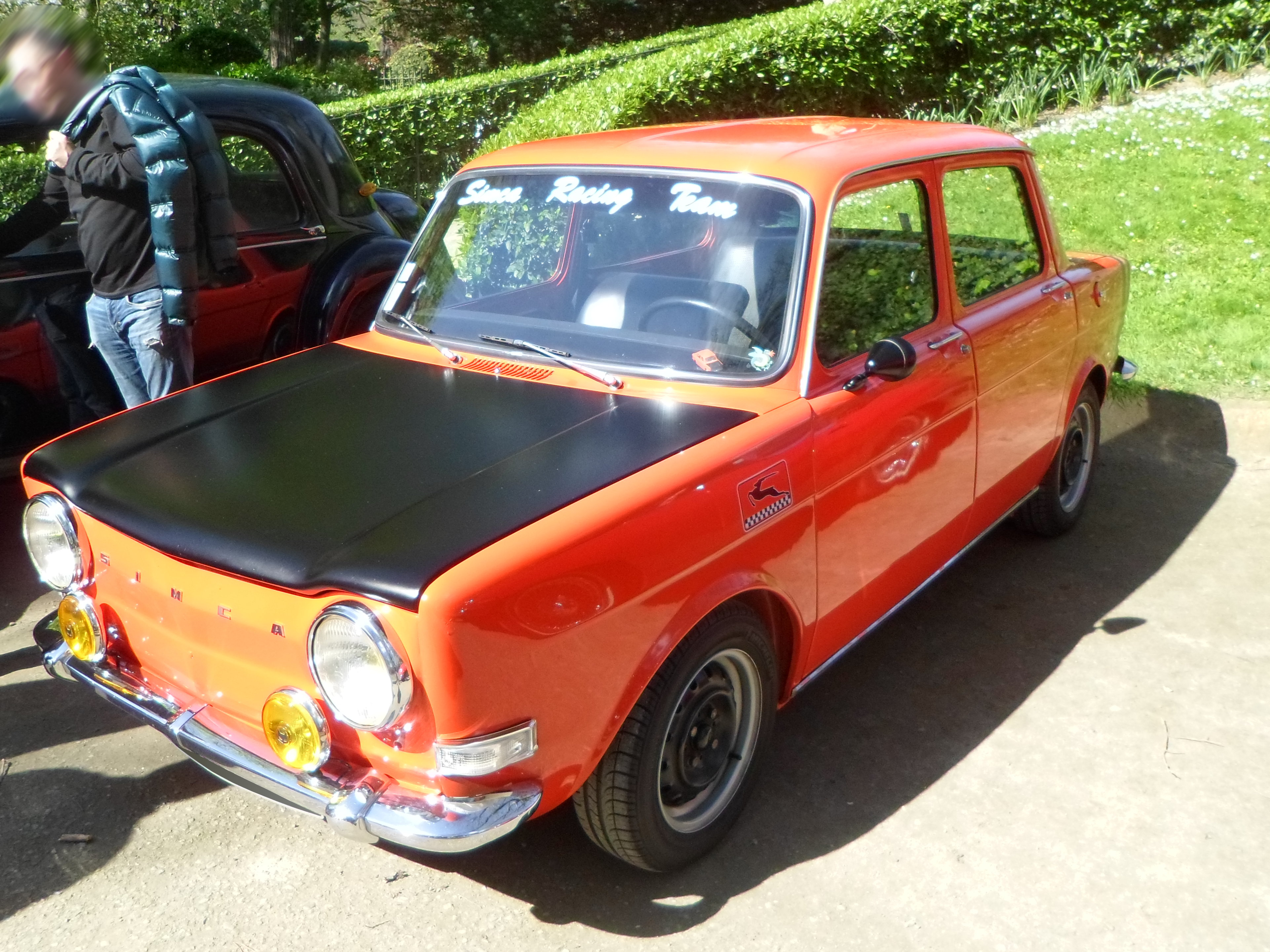
Une des premières Simca 1000 Rallye

Basée sur la Simca 1000 Spécial de 1969, la Simca 1000 Rallye lancée en février 1970, dispose du moteur Poissy 1 118 cm3 de 53 chevaux, issu de la Simca 1100 ce qui lui permet une vitesse de pointe de 150 km/h.
L'équipement provient de la Sim'4, agrémenté pour le conducteur d'un siège baquet, bientôt réglable (le siège est standard côté passager) et d'un compte-tours. L'extérieur se démarque par des essuie-glaces noir mat, des projecteurs additionnels à iode, un rétroviseur de portière de type obus, un capot noir mat, des jantes noires sans enjoliveurs et une teinte de carrosserie rouge Sarde décorée de bandes transversales noires à l'arrière.
Depuis le lancement de la voiture en février 1970, le monogramme « SIMCA » prenait toute la largeur de la face avant, entre les phares. En septembre de la même année, il est remplacé par un lettrage plus petit et plus discret, reporté vers le phare gauche. Simca en profite pour ajouter le blanc Tacoma au rouge Sarde, pour la carrosserie, plus quelques options supplémentaires.
En février 1972, la 1000 Rallye 1 succède à la 1000 Rallye. La cylindrée est augmentée à 1 294 cm3, la puissance atteint 60 chevaux et la vitesse de pointe 155 km/h.
En septembre 1972, Simca lance la 1000 Rallye 2 animée par un moteur Poissy de 1 294 cm3 développant une puissance de 82 ch DIN à 6 000 tr/min et un couple maxi de 11 mkg à 4 400 tr/min. Grâce à ses deux carburateurs double-corps horizontaux et à ses 860 kg, elle pointe à 162 km/h. Le freinage est assuré par quatre freins à disques. À l'extérieur, une prise d'air est aménagée sous le pare-chocs avant pour refroidir le radiateur d'eau situé désormais à l'avant. Deux baquets et un double circuit de freinage améliorent la sécurité. Pour 1976, la puissance progresse à 86 ch DIN et la vitesse de pointe à 165 km/h. Cette dernière version est reconnaissable à son becquet arrière. Un kit Groupe 2 permet de porter la puissance à 110 ch. En août 1976, comme le reste de la gamme 1000, un restylage intervient, donnant une face avant avec deux gros phares rectangulaires. En 1977, la voiture remporte le premier championnat VLN (Langstreckenmeisterschaft Nürburgring), avec Ernst Thierfelder.
En décembre 1977, la marque présente une 1000 Rallye 3 (Groupe 1 homologuée) de couleur bleue (le modèle de série sera uniquement blanc) se distinguant par son spoiler avant, ses extensions d'aile et ses jantes Amil en alliage léger. Comme toutes les Simca 1000, elle reçoit la récente face avant avec les projecteurs rectangulaires. La puissance grimpe à 103 ch DIN à 6 200 tr/min, le couple maxi à 13 mkg à 4 900 tr/min et la vitesse de pointe à 183 km/h. Cette ultime version, proche des 1000 Rallye de compétition du S.R.T., aura une carrière éphémère jusqu'à la disparition de la Simca 1000 au printemps 1978. La 1000 Rallye 3 a été produite à 1 000 exemplaires numérotés comportant une plaque d'identification fixée au tableau de bord mentionnant le numéro de la voiture et le nom de son propriétaire, plus trois exemplaires de pré-série.
Les 1000 Rallye étaient le modèle qui avait le plus d'engagement en compétition (slalom, course de côte, rallye). Cette voiture comptait près de 400 engagements en course et ce quarante ans après la sortie du premier modèle. La Simca 1000 léguera l'appellation « Rallye » qui sera reprise par Peugeot sur les Talbot Samba, Peugeot 205 (présentant les mêmes caractéristiques mécaniques, à savoir une cylindrée identique de 1 294 cm3, et une puissance égale de 103 ch avec une mécanique totalement différente) et Peugeot 106.

## Conduite, Préparation, Mise au point
Leurs moteurs, situés en porte-à-faux arrière, leur ont conféré un comportement survireur permettant une conduite sportive à l'instar des Renault 8 Gordini.
La mise au point s'est faite sur le Circuit de Mortefontaine dans l'Oise, par le pilote officiel Simca Chrysler Jean-François Rousseau, l'ingénieur liaison au sol Jean-Claude Vaucard, et le directeur des essais moteur Hubert Arnoult. Accompagnés du mécanicien/préparateur Michel Enjolras, ils ont mis au point des 1000 Rallye à compresseur redoutables avec lesquelles ils ont gagné des scratchs dans des rallyes nationaux.
Le pilote Bernard Fiorentino a participé à deux épreuves du Championnat du monde des rallyes (Monte-Carlo 1973 et Rallye de Suède 1975) avec des Rallye 2 Groupe 2.

## Galerie

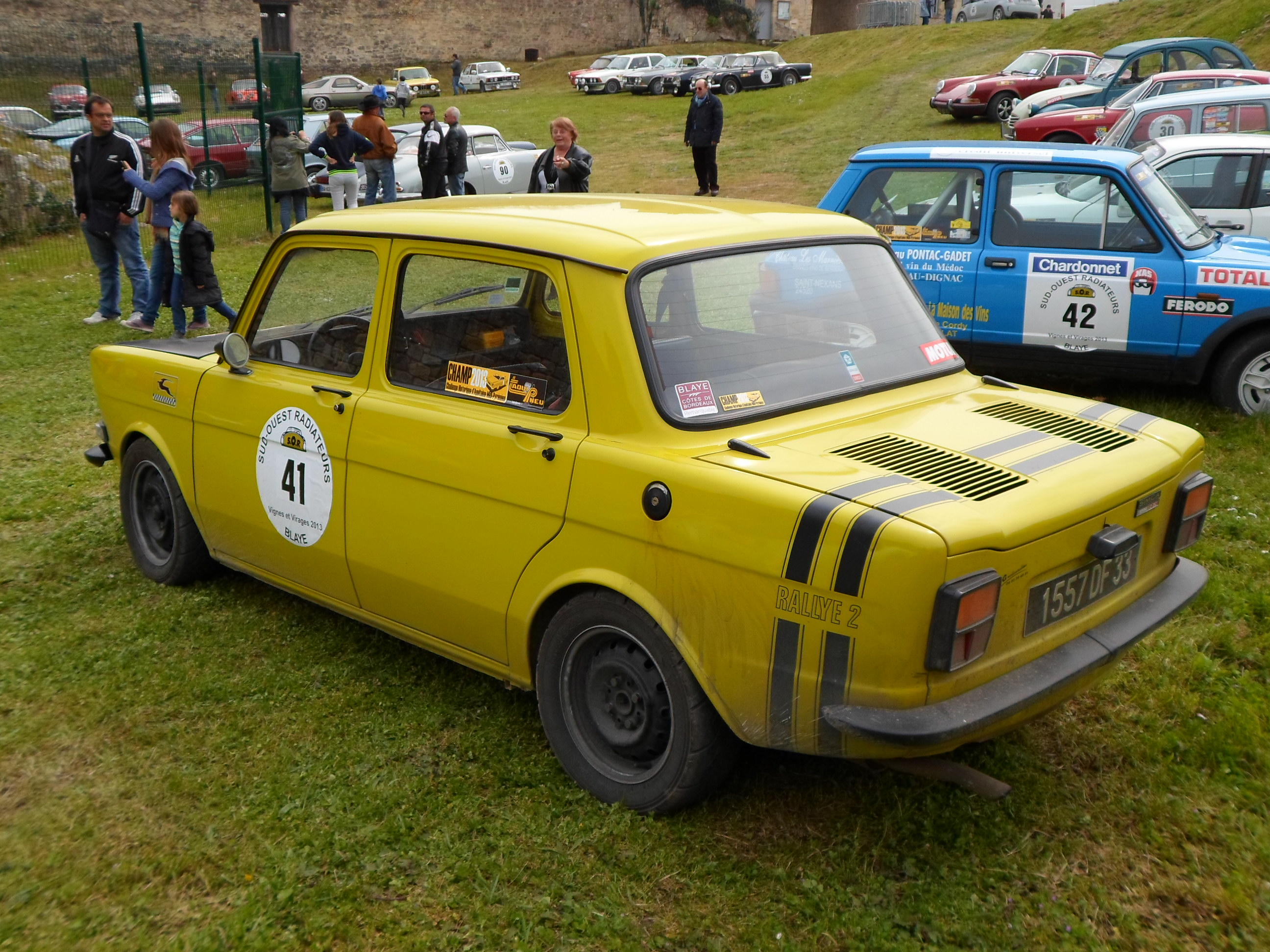
Simca 1000 Rallye 2
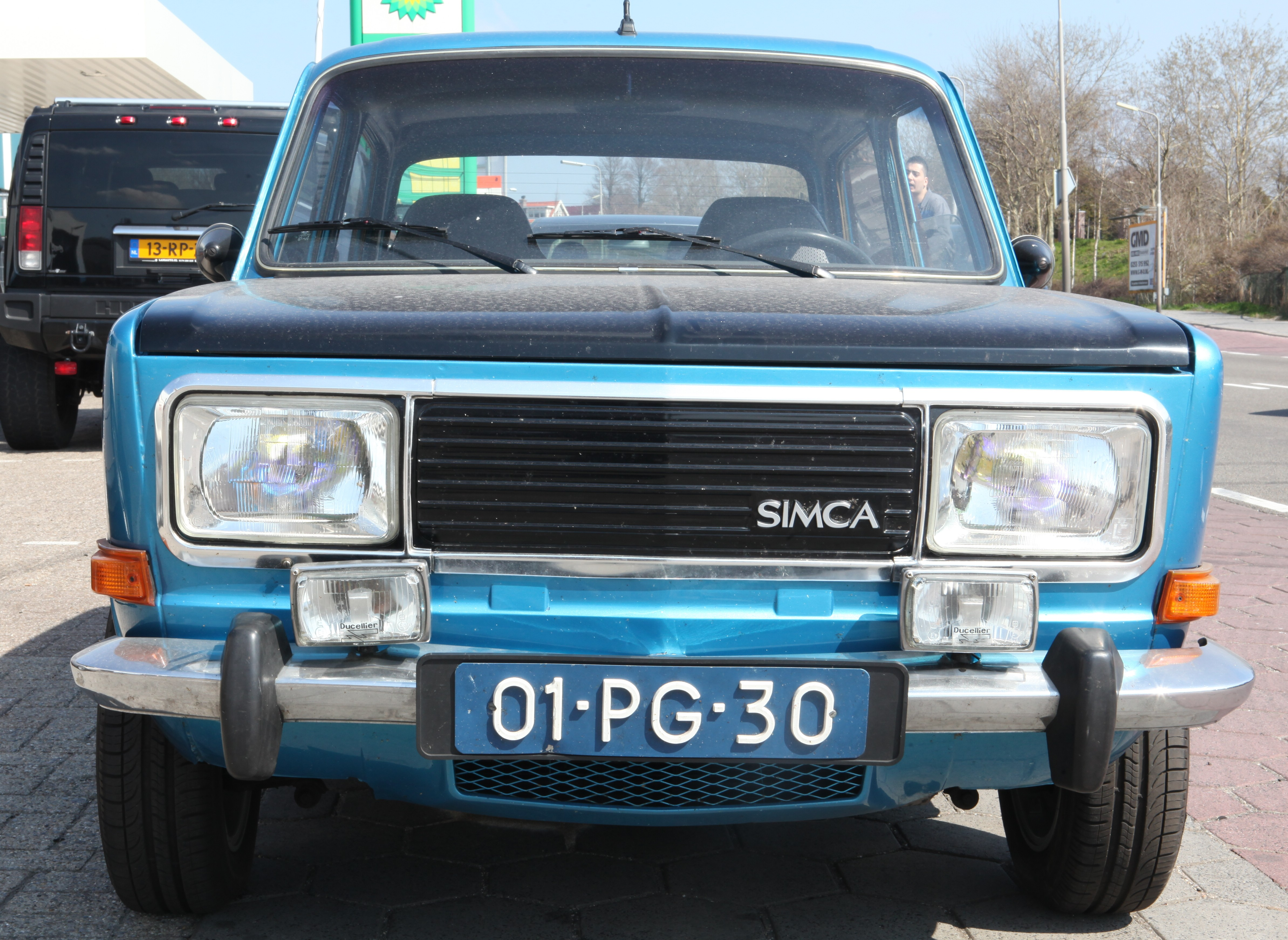
Simca 1000 Rallye 2 (juillet 1976 et après)
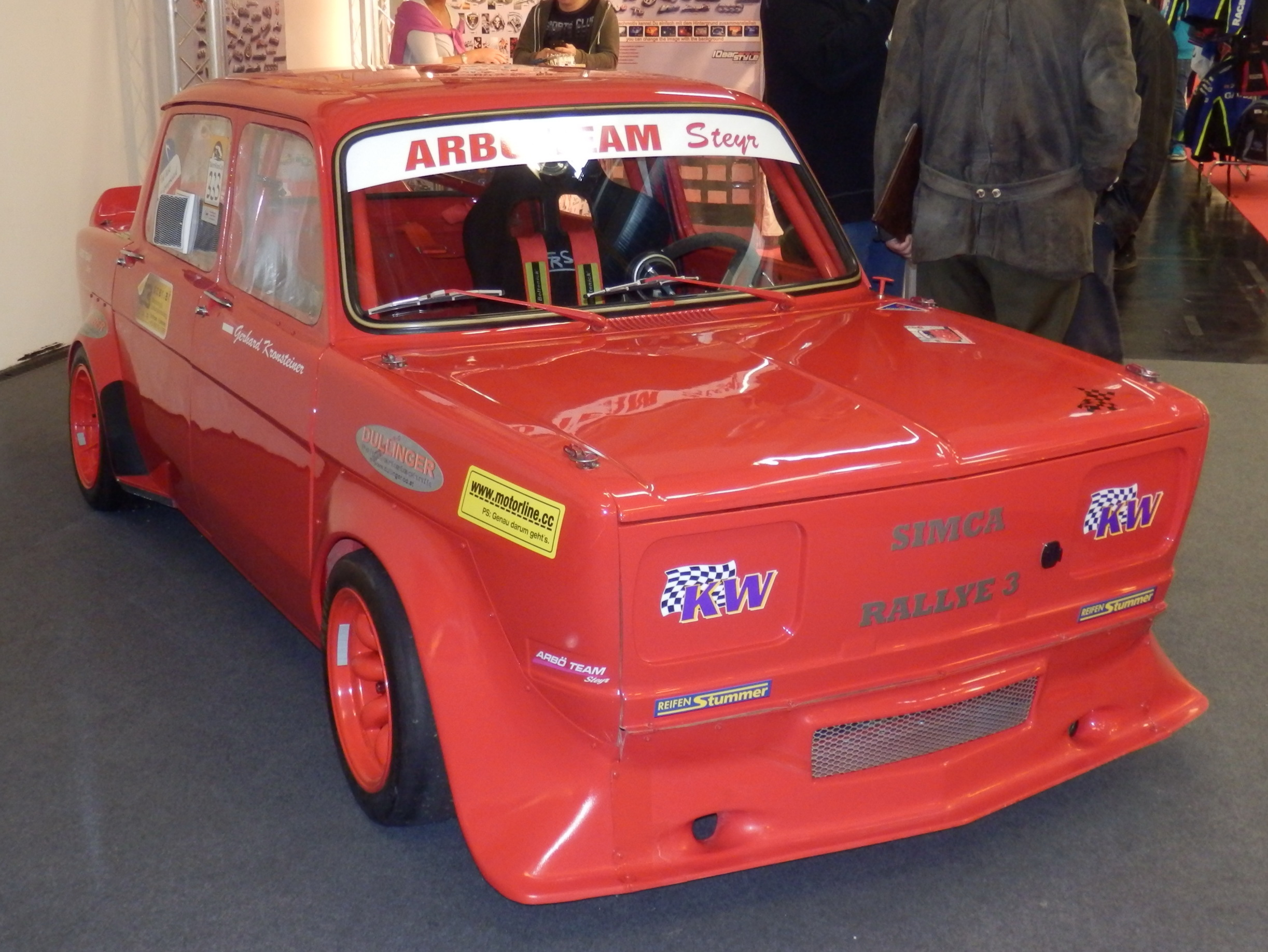
Simca 1000 Rallye 3